# Bibliografia

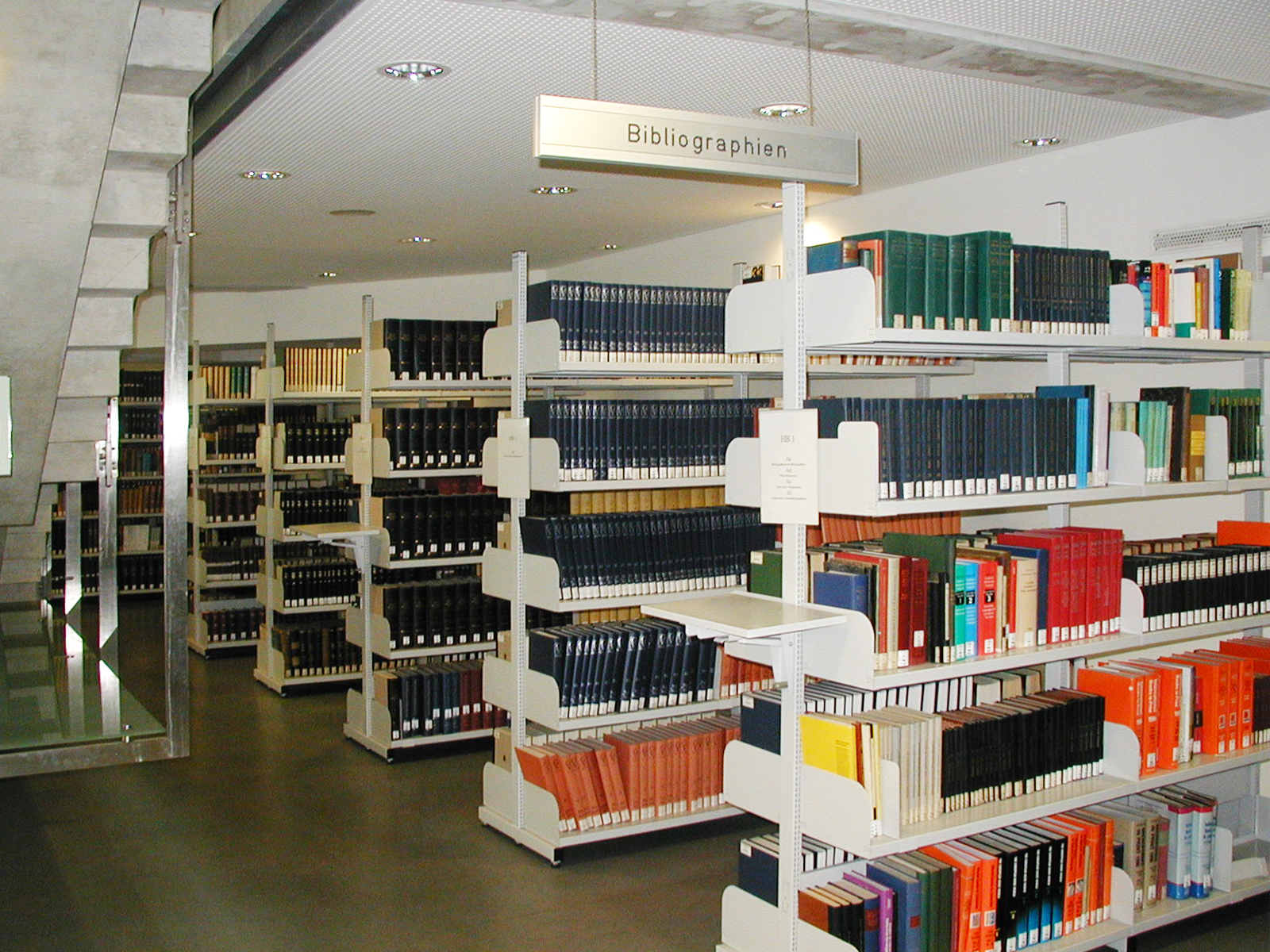
Dział bibliograficzny w bibliotece uniwersyteckiej w Grazu

Bibliografia (gr. βιβλιο „książka” + γραφία „pisanie”) – termin dwuznaczny:
- wykaz (spis) dokumentów pisanych, uporządkowany według pewnych kryteriów i spełniający określone zadania informacyjne[1];
- dział nauki o utworach piśmiennictwa, definiujący zasady tworzenia wspomnianych spisów.

## Bibliografia (spis)
Bibliografią jest wykaz odrębnych jednostek piśmienniczych, zestawiony z utworzonych według ustalonych zasad opisów bibliograficznych tych jednostek. Wykazy takie są opracowywane w różnych celach, i najczęściej spotykanymi są bibliografie biblioteczne lub zasobowe oraz bibliografie (w) indywidualnej publikacji (przypublikacyjne).

### Bibliografia zasobowa
Bibliografie biblioteczne (zasobowe) mają postać katalogów opisów bibliograficznych dokumentujących i inwentaryzujących całość lub udostępnianą część zasobów piśmienniczych zgromadzonych w danej instytucji – bibliotece, składnicy, archiwum.
Zasady tworzenia wykazów bibliograficznych, ze wskazaniem odpowiednich norm polskich i międzynarodowych, podaje m.in. Barbara Osuchowska i Robert Chwałowski.
Według Barbary Osuchowskiej (Poradnik ..., str. 168-169) bibliografie są tworzone według najróżniejszych, zależnych od autora, koncepcji merytorycznych. Są więc bibliografie przedmiotu – pełne lub częściowe, wykazy wybranych pozycji źródłowych najnowszych lub obejmujących również starsze, spisy szczegółowe lub ogólne, podstawowe lub uzupełniające, pozycji tylko w konkretnym języku (np. polskim lub obcym), prac cytowanych, i in., wreszcie mogą występować niekiedy bardzo cenne bibliografie adnotowane, w których autor poszerza pozycje wykazu własnymi komentarzami (co czyni taką pozycję identyczną z przypisem).
Również hasła w encyklopediach mogą zawierać bibliografie, ale nie jest to wymóg powszechny.
Według innych kryteriów można podzielić bibliografie na:
1. ogólne – o pełnym zakresie i zasięgu terytorialnym (bibliografie narodowe, czyli bazy BN);
2. specjalne – o ograniczonym zakresie i zasięgu terytorialnym (bibliografie wydawnictw zwartych, zawartości czasopism, osobowe, prac magisterskich lub podyplomowych);
3. dziedzinowe (z określonej dziedziny wiedzy, tematyki), a w tym:
  1. oprogramowania – lista wszystkich dokumentów mających związek ze specyfikowanym oprogramowaniem, w tym wszelkiego rodzaju dokumentacja, podręczniki, literatura na temat używanych narzędzi i opisy stosownych norm[3];
4. adnotowane – zawierające informacje o treści opisywanej publikacji;
5. terytorialne, w tym narodowe – podmiotowe (dzieła wydane na terytorium danego regionu) i przedmiotowe (dotyczące określonego terytorium);
6. ikonograficzne – rycin, drzeworytów, miedziorytów, ilustracji, obrazów, dzieł sztuki;
7. osobowe – podmiotowe (publikacje określonej osoby) i przedmiotowe (dotyczące określonej osoby), występują np. w hasłach biograficznych w Wikipedii;
8. bieżące – rejestrujące dokumenty na bieżąco, w ciągu tygodnia, miesiąca, roku;
9. retrospektywne – dla dokumentów wydanych co najmniej na rok przed rejestracją)
10. prospektywne – spis dokumentów przygotowanych do opublikowania lub będących w toku publikacji;
11. kompletne – wszystkie dokumenty o określonych cechach;
12. selektywne (wybiórcze) – zalecające niektóre dokumenty o określonych cechach.

Pierwszymi bieżącymi bibliografiami narodowymi w Europie i na świecie były:
- 1797–1810 – Journal typographique et bibliographique (Francja)
- 1825 – Allgemeine Bibliographie fur Deutschland (Niemcy)
- 1837 – Publisher’s circular (Wielka Brytania)
- 1870 – Bibliografia polska (zabór austriacki Polski)
- 1872 – Publisher’s weekly (USA)
- 1898 – Cumulative book index (USA)

Z obcojęzycznych bibliografii dotyczących Polski można wymienić:
- 1969 – Bibliographie sur la Pologne. Pays – Histoire – Civilisation, Varsovie, PWN
- 1971 – Bibliographie des travaux des historiens polonais en langues étrangères parus dans les années 1945-1968 (opracowanie: Stefania Skwirowska, Wrocław, Ossolineum)

Od lat 50. XX wieku rozwijają się nowe formy bibliografii, jak np.:
- treści bieżące (current contents) – publikowane na bieżąco kopie spisów treści czasopism naukowych,
- indeks cytowań – opisy dokumentów cytowanych w przypisach i bibliografii załącznikowych wraz z opisami utworów je cytujących.

### Bibliografia załącznikowa
Bibliografia przypublikacyjna (załącznikowa) stanowi pożądany lub obowiązkowy element utworów piśmienniczych mających charakter informacyjny i/lub naukowy, a więc takich, które mają umożliwić weryfikację zawartych w nich treści. Do takich utworów należą m.in. książki naukowe, popularnonaukowe, zawodowe, rozprawy i artykuły naukowe, sprawozdania z prac badawczych. Bibliografia tego typu to nie tylko wymóg formalny, ale przede wszystkim wyraz szacunku wobec prac innych twórców. Autorzy takich publikacji najczęściej tworzą ich treść nie tylko na podstawie osobistych przemyśleń oraz badań, ale też zestawiają je z danych uzyskanymi z innych źródeł lub z takich źródeł korzystają albo też cytują niezbędne fragmenty in extenso. Jednocześnie w takim przypadku autor ma obowiązek dokładnego wskazania wykorzystanego źródła. Jest to wykonywane przez utworzenie określonego zestawu informacji zwanego opisem bibliograficznym, a zamieszczanego w publikacji na różne sposoby – przez wplecenie w tekst główny, lub wystąpienie w przypisach do poszczególnych fragmentów tego tekstu (tworząc przypis bibliograficzny), w podpisach pod ilustracjami, a także w przypisach tablicowych lub w tytułach tablic, wreszcie w postaci odrębnego wykazu tych opisów umieszczanego w końcu publikacji. Ta ostatnia postać – rozwiązanie zalecane i najczęściej stosowane – stanowi bibliografię lub literaturę przedmiotu i jest tytułowana Bibliografią, Piśmiennictwem, Wykazem literatury, Literaturą lub podobnie.

## Bibliografia (dział nauki)
Zasady tworzenia bibliografii i opisów bibliograficznych są m.in. przedmiotem i celem działu nauki – bibliografii. Zajmuje się ona teoretycznym i praktycznym badaniem oraz opisywaniem dokumentów pisanych, w tym książek, zestawianiem ich w spisy na użytek nauki i praktyki, a także wypracowywaniem metodyki sporządzania spisów bibliograficznych. Spośród polskich bibliografów można wymienić Karola Estreichera, Stanisława Estreichera i Joachima Lelewela.